# Borșciova, Novoarhanhelsk
Borșciova (în ucraineană Борщова) este un sat în comuna Kopenkuvate din raionul Novoarhanhelsk, regiunea Kirovohrad, Ucraina.

## Demografie
Componența lingvistică a localității Borșciova
     Ucraineană (98,5%)
     Alte limbi (1,5%)
Conform recensământului din 2001, majoritatea populației localității Borșciova era vorbitoare de ucraineană (98,5%), existând în minoritate și vorbitori de alte limbi.